# Elchanan Wogler
Elchanan Wogler właściwie Elchanan Różański (ur. w 1907, zm. w 1969) – polski poeta i tłumacz pochodzenia żydowskiego tworzący w języku jidysz. Członek wileńskiej grupy artystyczno-literackiej Jung Wilne.

## Życiorys
Pochodził z Wilna. W wieku ośmiu lat został sierotą i trafił do domu dziecka. Do Wilna powrócił w wieku 16 lat, żyjąc w kolejnych latach w skrajnej nędzy. Jako poeta debiutował w 1925 roku. Od momentu powstania był członkiem wileńskiej grupy artystycznej Jung Wilne, należąc do jej najważniejszych członków. Wziął udział między innymi w oficjalnym debiucie literackim grupy znanym jako Der arajnmarsz fun Jung Wilne in der jidiszer literatur (Triumfalne wejście Młodego Wilna do literatury jidysz) na łamach „Wilner Tog” z 11 października 1929 roku. Przed II wojną światową ukazały się dwa jego tomiki: A bletl in wint (1935) oraz Cwej beriozes bajm trakt (1939) za który otrzymał Nagrodę im. Icchoka Lejba Pereca przyznaną mu przez żydowski oddział PEN Clubu w Warszawie (autorką okładki tomiku była Rachela Suckewer).
Okres II wojny światowej, Elchanan Wogler spędził jako uchodźca w ZSRR. W 1947 powrócił do Polski, zaś w 1949 osiadł na stałe w Paryżu. Jako dziennikarz i eseista był stałym współpracownikiem międzynarodowej prasy jidysz w tym między innymi kwartalnika literacko-artystycznego Di Goldene Kejt.